# Aligot cuacurt
L'aligot cuacurt (Buteo brachyurus) és una espècie d'ocell de la família dels accipítrids (Accipitridae). Habita pantans i boscos americans, a Florida i des de Sinaloa i Tamaulipas fins a Panamà i Amèrica del Sud, des de Colòmbia, Veneçuela, Trinitat i Guaiana, cap al sud, fins a l'oest i est de l'Equador, est del Perú, nord i est de Bolívia i Brasil, el Paraguai i nord de l'Argentina. El seu estat de conservació es considera de risc mínim.